# Union civique radicale

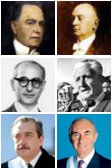
Six présidents radicaux: Yrigoyen, Alvear, Frondizi, Illia, Alfonsín, de la Rúa.

Pour les articles homonymes, voir Union civique radicale (homonymie).
L'Union civique radicale (en espagnol : Unión Cívica Radical, abrégé en UCR) est un parti politique argentin, membre de l'Internationale socialiste depuis 1996, et de la COPPPAL. Fondé par Leandro N. Alem le 26 juin 1891, c'est le plus ancien parti argentin. Regroupant des libéraux centristes et des sociaux-démocrates, il donna plusieurs Présidents à la République argentine dont Raúl Alfonsín à la fin de la dictature militaire argentine en 1983. Il a été marqué par des relations ambiguës avec le péronisme, tantôt allié, tantôt adversaire, et de même avec une attitude à la fois de négociations et d'opposition aux différentes juntes militaires ayant pris le pouvoir à l'issue de coups d'État successifs.
Comme d'autres mouvements radicaux (l'UCR est d'ailleurs lié au Parti radical de gauche français), il commença par se situer à l'extrême-gauche du champ politique avant d'accéder au pouvoir lors de la Première Guerre mondiale, puis se divisa entre conservateurs, représentés par la figure du président Marcelo Torcuato de Alvear (1922-1928) et progressistes, représentés par Hipólito Yrigoyen, président à deux reprises (1916-1922 et 1928-1930). Durant les années 1930, la « Décennie infâme », le parti se divisa entre ceux qui s'opposaient frontalement au régime dictatorial et la tendance prônant une attitude plus conciliante. Malgré quelques tergiversations, l'UCR rejoint finalement, après la Seconde Guerre mondiale, le camp anti-péroniste, donnant son appui à la dictature issue de la Révolution libératrice de 1955. Négociant simultanément avec les péronistes et avec la junte, les radicaux scissionnèrent plusieurs fois et obtinrent la présidence deux fois dans les années 1960, la première fois grâce à l'appui des voix péronistes qui permirent en 1958 l'élection d'Arturo Frondizi, dirigeant de l'Union civique radicale intransigeante (UCRI), tandis que la seconde fois, c'est le camp anti-péroniste de l'UCRP qui l'emporta, portant à la présidence, en 1963, Arturo Illia. Après une brève alliance contre la dictature du général Juan Carlos Onganía, l'UCR, dominée par la figure de Ricardo Balbín, échoua à s'allier durablement avec les péronistes lors de la crise des années 1970, et devint l'allié implicite de la junte militaire de Videla (malgré le fait que la répression ait aussi touché certains de ses membres). L'UCR négocia ensuite la transition démocratique, son candidat, Raúl Alfonsín, étant élu président en 1983 et organisant la transition dans un contexte politique encore fragile. Évincé par la suite par le Parti justicialiste, il revint brièvement au pouvoir avec Fernando de la Rúa, qui ne put faire face à la grave crise économique de 1998-2001. Sa démission à la suite du cacerolazo de décembre 2001 conduisit au retour au pouvoir des péronistes, avec bientôt la victoire de l'aile gauche.
Depuis 2015, l’UCR parti fait partie de la coalition conservatrice Ensemble pour le changement.

## Fondation de l'Union civique, soulèvements armés

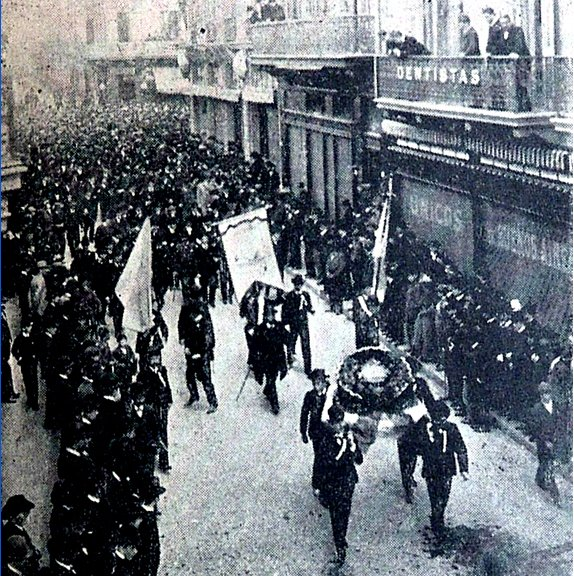
Manifestation radicale de 1901, commémorant la révolution du Parc.

En 1890 face à la crise du gouvernement de Miguel Juárez Celman, est créée l'Union civique (Bartolomé Mitre, Leandro Nicéforo Alem).
L'Union civique s'opposa violemment au régime corrompu de la fin du XIXe siècle, en effet les élections se faisaient alors au vote à voix haute (voto cantado (es)) ce qui suscitait un grand nombre de fraudes. L'Union civique initia trois soulèvements armés, en 1890, 1893 et 1905.
La révolution du Parc de 1890 vit des figures importantes de l'Union civique (Leandro Nicéforo Alem, Bartolomé Mitre, Aristóbulo del Valle, Francisco A. Barroetaveña (es), Bernardo de Irigoyen, etc.) se rejoindre dans le soulèvement contre le régime qui, malgré son échec, mena toutefois à l'éviction du président Miguel Ángel Juárez Celman, remplacé par le vice-président Carlos Pellegrini. 
L'année suivante, l'Union civique se scinda en deux, avec d'un côté l'UCR qui emmena avec soi les partisans d'Alem, et de l'autre l'Union civique nationale (es) (UCN) qui regroupait les partisans de Mitre. La division entre les deux fut colmatée en 1916, l'UCN fusionnant au sein de l'UCR, tandis qu'une nouvelle division apparaissait.

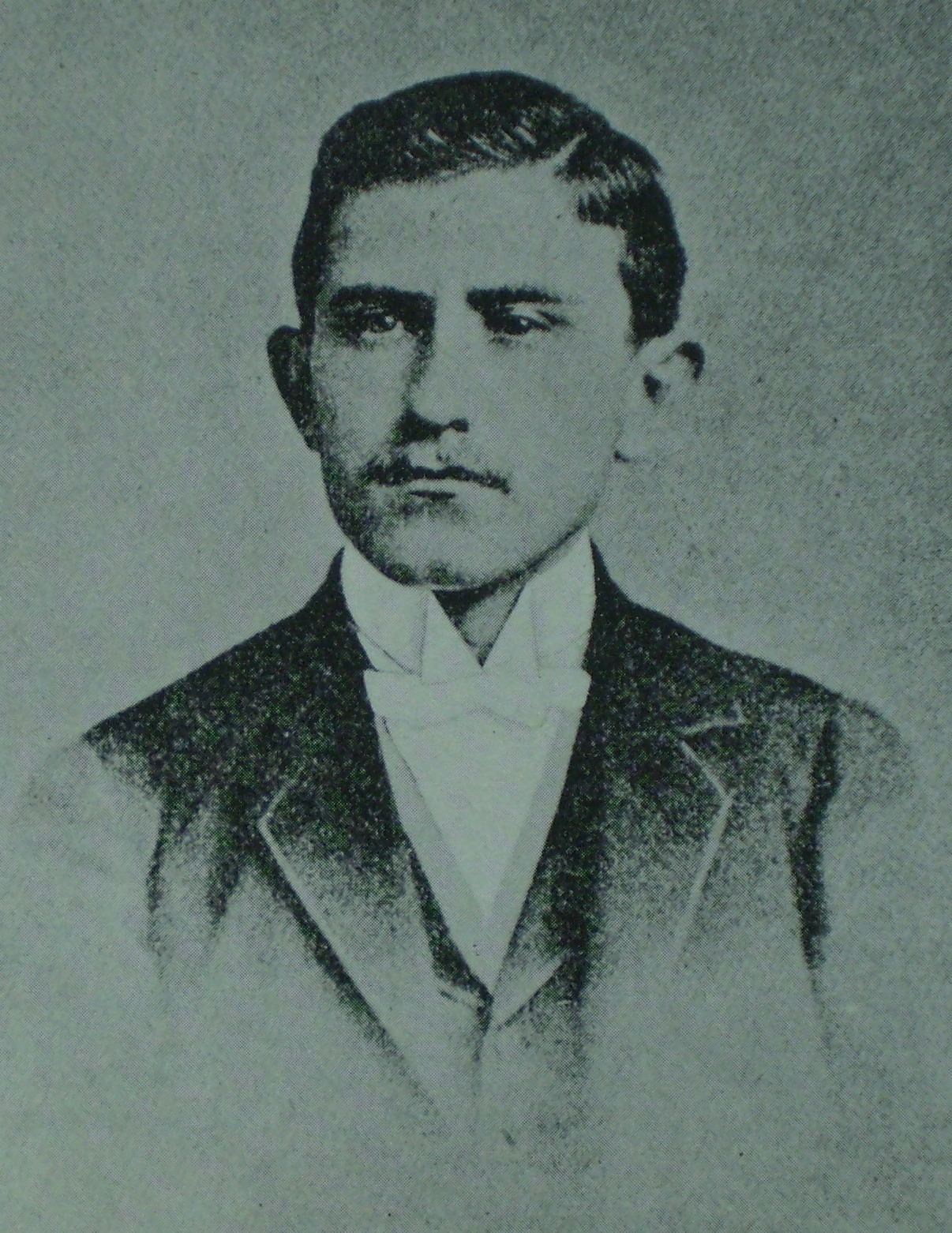
Le jeune Lisandro de la Torre, membre de l'UCR ayant participé aux soulèvements armés, adversaire d'Hipólito Yrigoyen et fondateur du Parti démocrate progressiste, l'une des figures populaires de l'histoire argentine en raison de son combat contre la corruption lors des années 1930.

La Révolution de 1893 (es), elle, s'effectua en deux temps: un premier soulèvement dirigé par le jeune Hipólito Yrigoyen et Aristóbulo del Valle, et un second par Leandro N. Alem.
La Révolution radicale de 1905 (es) était dirigée par Yrigoyen, qui s'opposait au sénateur Bernardo de Irigoyen, ce dernier, plus âgé, prônant une attitude plus conciliante envers le régime.
En 1909, alors qu'Yrigoyen prônait l'abstention en protestation contre la corruption du régime, Leopoldo Melo regroupait les radicaux en faveur d'une participation aux élections. Le radical Lisandro de la Torre crée en 1914 le Parti démocrate progressiste. Lors des années 1930, de la Torre deviendra une figure populaire de la lutte contre la corruption du régime
À la suite de la promulgation de la loi Sáenz Peña de 1912 établissant le suffrage « universel » masculin, secret et obligatoire, le candidat radical Hipólito Yrigoyen fut élu en 1916, initiant une période de quinze ans de présidence radicale : d'abord Yrigoyen, de 1916 à 1922, puis son rival au sein du parti, Marcelo Torcuato de Alvear, de 1922 à 1928, et enfin Yrigoyen de nouveau, jusqu'au coup d'État militaire de 1930 qui porta le dictateur José Félix Uriburu au pouvoir.

## Première présidence d'Yrigoyen (1916-1922)
Durant la première présidence d'Yrigoyen (1916-1922), les radicaux étaient toutefois minoritaires au Congrès. En raison de l'opposition conservatrice, qui contrôlait la majorité des provinces et continuait à utiliser le régime électoral à voix haute, en contradiction avec la loi de 1912, Yrigoyen eut souvent recours au pouvoir d'intervention fédérale (seules les provinces de Santa Fe, Buenos Aires et de Jujuy y échappèrent).
Il rompt avec le libéralisme en prônant l'intervention de l'État dans l'économie, en mettant en œuvre une politique sociale volontariste, et en tentant d'assurer le contrôle de l'État sur les ressources primaires de la nation, l'Argentine étant alors largement sous la mainmise de la Cité de Londres. Par ailleurs, il crée en 1922 l'entreprise pétrolifère nationale Yacimientos Petrolíferos Fiscales (YPF); il poursuit également une politique vigoureuse contre les monopoles. En outre, il crée la marine marchande nationale, fait de l'État l'intermédiaire obligé pour toute exportation de céréales, renforce le réseau ferroviaire, et soutient en 1918 l'importante réforme universitaire initiée sous la poussée des étudiants de l'université nationale de Córdoba. Il promulgue aussi les premières lois sur le travail, tout en se heurtant souvent au Parti socialiste qui disposait de nombreux sièges au Congrès. Il refusa cependant, en 1919, à la Fédération ouvrière régionale argentine (FORA) le droit de représenter les travailleurs argentins à l'Organisation internationale du travail (OIT). C'est aussi durant son gouvernement, pourtant progressiste, que des massacres sanglants eurent lieu, notamment durant la Semaine tragique de janvier 1919 à Buenos Aires et en Patagonie en 1920-1921 (la dénommée Patagonie rebelle). Le mouvement anarcho-syndicaliste argentin, alors puissant, fut ainsi violemment réprimé.
Sur le plan international, il maintient la neutralité argentine lors de la Première Guerre mondiale, et défend, avec peu de succès, l'autodétermination des peuples.
Charismatique, Yrigoyen se mettait en avant, ce qui conduit à qualifier son style de présidence de « personnaliste », suscitant au sein du Parti l'opposition de l'aile alvearista.

## Présidence d'Alvear (1922-1928)

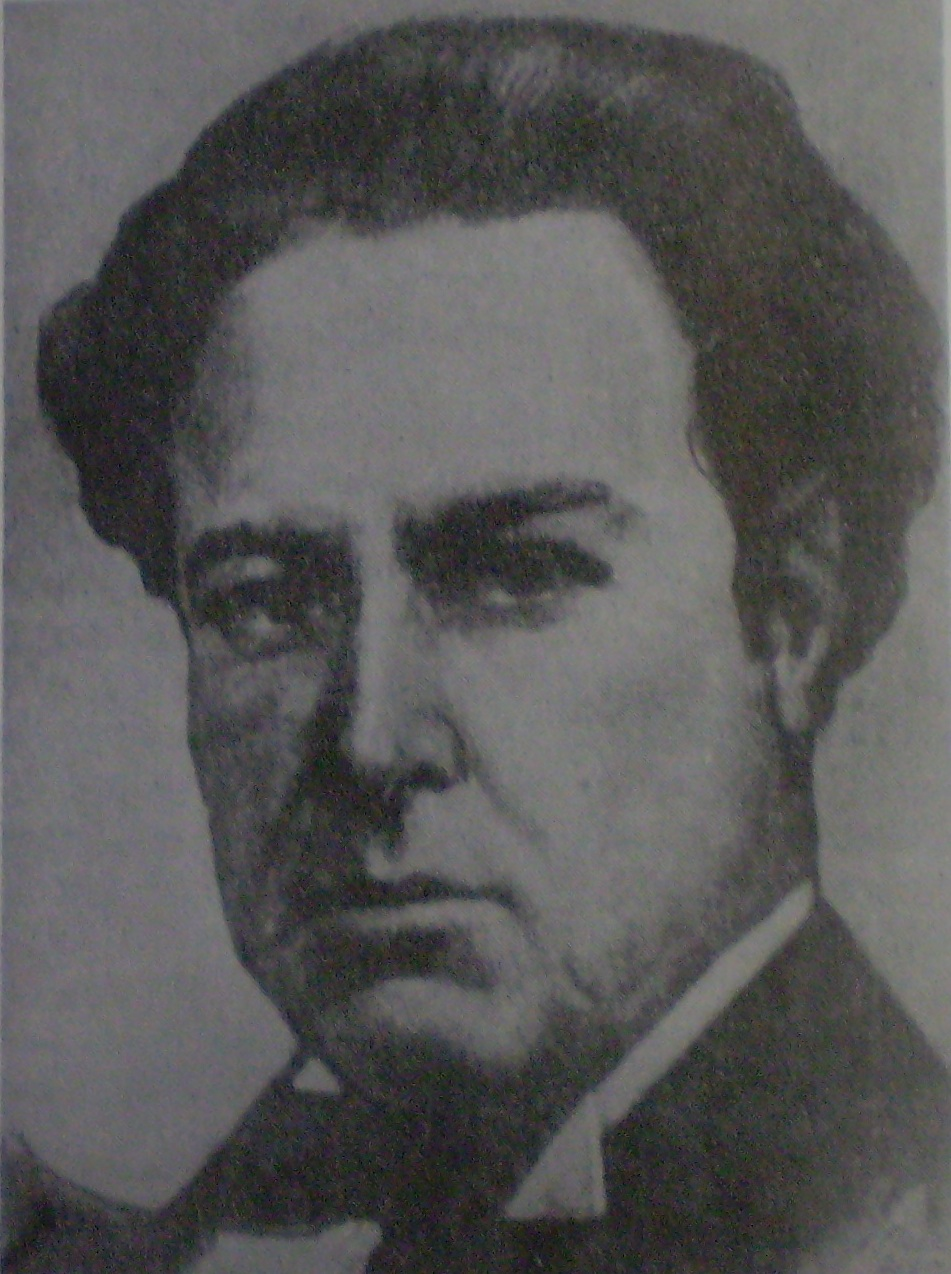
, une figure radicale importante de Mendoza, opposée à la fois au camp « personnaliste » d'Yrigoyen et à l'aile conservatrice d'Alvear.

C'est l'adversaire d'Yrigoyen au sein de l'UCR, Marcelo Torcuato de Alvear, qui remporta l'élection présidentielle d'avril 1922, avec 450 000 voix, contre 200 000 pour la coalition conservatrice (Concentración Nacional (es)), 75 000 pour le Parti socialiste et 75 000 pour le Parti démocrate progressiste. Le style et les lignes directrices de la politique alvéariste étaient très différents de ceux d'Yrigoyen. Si Alvear négociait beaucoup plus avec les autres forces, y compris de gauche, et accordait une plus grande autonomie aux différents ministères, il mit aussi en œuvre une politique bien plus conservatrice, revenant même sur plusieurs acquis, en particulier ceux de l'importante réforme universitaire de 1918.
À partir de ce moment, l'UCR se divisa en deux tendances opposées : les « bleus », des classes bourgeoises supérieures de la ville de Buenos Aires, soutenaient Alvear, tandis que les « gris », d'extraction plus populaire et davantage représentés dans la province de Buenos Aires, appuyaient Yrigoyen. Le camp yrigoyéniste comprenait des personnalités telles que Horacio Oyhanarte (es), qui devint ministre des Relations étrangères d'Yrigoyen lors de son second mandat; Elpidio González (es), ex-ministre de la guerre d'Yrigoyen, président de l'UCR en 1921, et imposé par les Yrigoyénistes en tant que candidat (victorieux) à la vice-présidence lors des élections de 1922, et qui fut enfin nommé ministre de l'Intérieur lors du second mandat d'Yrigoyen; ou encore Delfor del Valle (es), directeur de l'organe de presse de l'UCR, La Época, durant le premier mandat d'Yrigoyen; et José Luis Cantilo (es), nommé par le président en tant qu'interventor de la province de Buenos Aires en 1917, puis intendant de la ville de Buenos Aires, avant d'être élu gouverneur de la province de Buenos Aires en 1922.
Beaucoup des suivants de Leandro Alem rejoignirent le camp alvéariste, dont Barroetaveña (es), Torino, Le Breton (es), Gouchon, etc. Cela culmina dans la scission de 1924, avec la création de l'Union civique radicale antipersonnaliste par Leopoldo Melo et Enrique Mosca (en). L'UCRA arrive deuxième aux élections législatives de 1926, avec 218 000 voix contre 338 000 pour l'UCR, les conservateurs n'obtenant que 160 000 voix. Ces résultats incitaient l'UCRA à s'allier aux conservateurs afin de remporter la victoire pour la présidentielle de 1928. Cette alliance est concrétisée en 1927, l'UCRA choisissant Melo en tant que candidat à la présidence et Vicente Gallo (es) pour la vice-présidence, choix appuyé par une alliance avec la Confédération des droites (es): le camp conservateur était alors uni derrière une candidature commune, contre Yrigoyen.
Enfin, dans les provinces, des tendances autonomes se créaient, dont celle de Carlos Washington Lencinas (es) donnant lieu au lencinismo, à Mendoza. Opposé au camp « personnaliste », le lencinismo ne parvint cependant pas à s'allier avec les adversaires d'Yrigoyen, en raison de la politique sociale prônée par Lencinas (journée de 8 heures, salaire minimum, création de caisses de retraites, etc.) qui le rapprochait objectivement d'Yrigoyen plutôt que d'Alvear.

## Seconde présidence d'Yrigoyen (1928-1930)

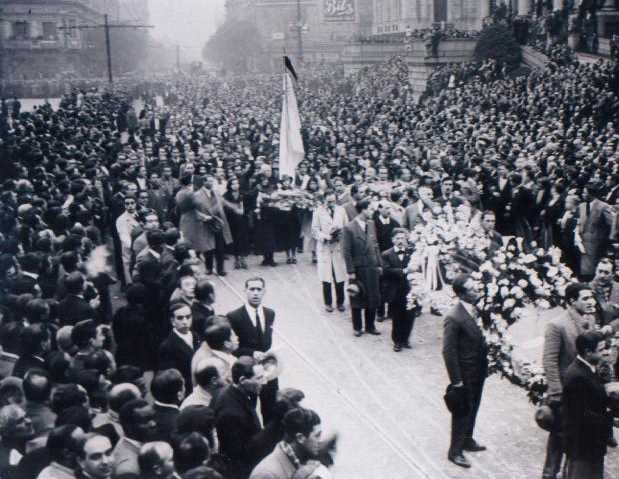

Alors que l'Argentine était une puissance mondiale au sortir de la Première Guerre mondiale, exportant notamment de la viande et des céréales dans le monde entier, tandis que les investissements britanniques affluaient dans le pays, au risque de soumettre l'industrie nationale au contrôle des capitaux de Londres, la Grande Dépression et la mise en place des barrières protectionnistes par les pays industrialisés du Nord l'affecta durement. Élu président pour la seconde fois, Yrigoyen ne put faire face à la crise, tandis que les affrontements entre la majorité et l'opposition, y compris au sein du parti, se durcissaient, conduisant même à l'assassinat, en novembre 1929, de Lencinas (es) par des militants yrigoyénistes.
L'UCR perdit beaucoup de terrain aux élections du 2 mars 1930, l'opposition gagnant 695 000 voix contre 655 000 pour les radicaux. Dans la capitale, le Parti socialiste indépendant et le Parti socialiste dépassaient (dans l'ordre) l'UCR.
Le 1er août 1930, Yrigoyen ordonna à l'entreprise publique Yacimientos Petrolíferos Fiscales d'intervenir sur le marché pétrolier afin de fixer les prix et de s'attaquer aux trusts. Trente-sept jours plus tard, un coup d'État militaire déposait Yrigoyen. Certains historiens ont pu ainsi affirmer que le putsch avait été en partie provoqué par cette politique interventionniste visant à s'attaquer à la crise économique. Dirigé par le général José Félix Uriburu, le coup d'État, première des nombreuses irruptions de l'armée argentine sur la scène politique, initia la Décennie infâme, marquée par la répression politique, la corruption, et la suprématie de l'oligarchie latifundiaire prônant une économie d'exportation agricole et empêchant ainsi le développement du pays. Le 3 avril 1933, l'enterrement d'Yrigoyen fut suivi par des milliers de personnes honorant sa politique sociale, économique et nationaliste, opposée à l'usage de l'Argentine en tant que colonie de facto du Royaume-Uni (vidéo).

## Décennie infâme

Logo (1931-2010)

La dictature militaire d'Uriburu redistribua les cartes au sein de l'UCR. Après une vaine tentative de rapprochement d'Alvear avec le régime, celui-ci s'allia aux Yrigoyénistes pour s'opposer frontalement à la dictature, tandis qu'une autre aile de l'UCR, la Junta del Castelar, proposait de négocier avec les militaires. À la suite du refus de la dictature, en 1931, d'accepter la candidature à la présidence d'Alvear et d'Adolfo Guemes, l'UCR, dont tous les membres ayant participé au dernier gouvernement d'Yrigoyen étaient exclus du jeu politique, prôna l'abstention électorale, suivant en cela les préceptes d'Alem, tandis que le régime d'Uruburu remis au goût du jour la fraude électorale, qualifiée de « patriotique ». L'Union civique radicale anti-personnaliste, quant à elle, participa à la coalition de la majorité, la Concordancia, aux côtés du Parti démocrate national (conservateur) et du Parti socialiste indépendant.
Cependant, après la mort d'Yrigoyen en 1933, l'UCR décida, avec Alvear, de participer aux élections organisées par le général Agustín Pedro Justo: la tendance conservatrice d'Alvear prenait durablement le dessus sur l'aile progressiste auparavant incarnée par les yrigoyénistes, tandis qu'Alvear lui-même ne sortait pas indemne de la corruption généralisée (scandale de la CHADE (es) concernant une concession d'électricité). Les élections de 1935, au cours desquelles le Parti démocratique national remporta 11 sièges, l'UCRA 4, et l'UCR 2, furent parmi les plus entachées de fraudes de l'histoire argentine.
Un groupe dissident créé en 1935 FORJA (« Force d'orientation radicale de la jeunesse argentine »), qui effectue essentiellement des analyses sociales et économiques, s'opposant fortement au néocolonialisme, avec le slogan Somos una Argentina colonial, queremos ser una Argentina libre (« Nous sommes une Argentine coloniale, nous voulons être une Argentine libre »). Les jeunes radicaux Arturo Jauretche, Homero Manzi (par ailleurs cinéaste et compositeur de tango), Darío Alessandro (es) (qui rejoint par la suite le péronisme et s'opposa à Menem dans les années 1980) et l'intellectuel Raúl Scalabrini Ortiz, et les radicaux plus âgés Luis Dellepiane et Gabriel del Mazo (es), formèrent part de FORJA.
Le candidat radical et antipersonnaliste Roberto Marcelino Ortiz, candidat de la Concordancia contre Alvear (UCR), parvint à se faire élire en 1938 à la présidence, et tente de mettre fin à la corruption électorale.
Le gouverneur fascisant de Buenos Aires, Manuel Fresco, organisa en février 1940 les élections législatives provinciales, auxquelles se présenta le radical Ricardo Balbín, qui avait promis que s'il était élu alors que des fraudes avaient été commises, il démissionnerait, ce qu'il fit immédiatement. Devant ces fraudes massives, le président Ortiz décréta en mars 1940 l'intervention du pouvoir fédéral dans la province.
Après la démission pour raisons de santé d'Ortiz, le vice-président conservateur Ramón Castillo accéda à la présidence, et renoua avec les pratiques massives de fraude électorale.

## Coup d'État de 1943 et péronisme au pouvoir

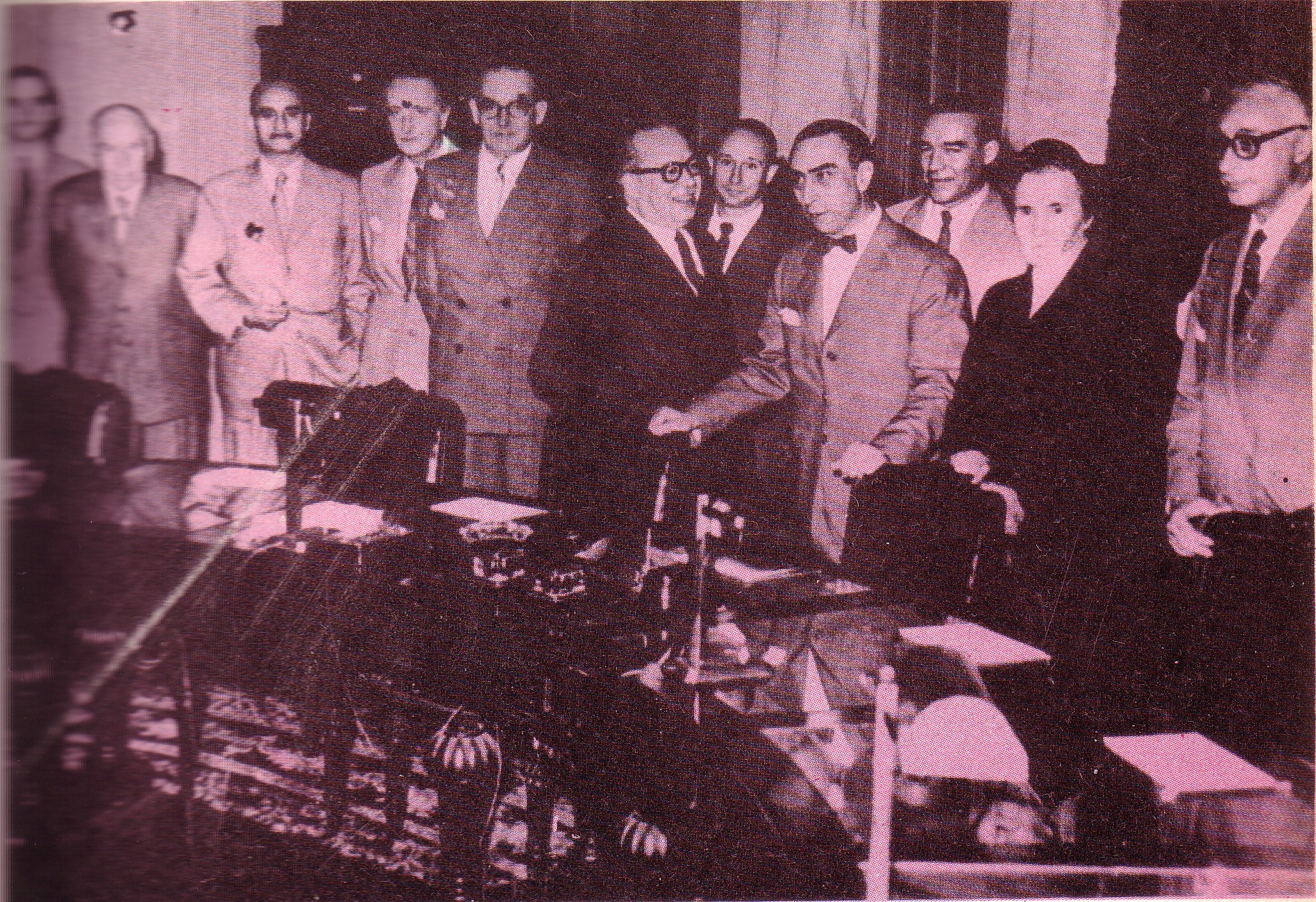
Première réunion de la Comité consultatif national de la Révolution libératrice, régime dictatorial issu du coup d'État qui déposa Perón en 1956. Sont présents les radicaux et, la socialiste Alicia Moreau de Justo, et l'amiral Isaac Rojas

C'est dans ce contexte qu'eut lieu le coup d'État de 1943, initié par les militaires du GOU (Grupo de Oficiales Unidos), favorables à l'alliance avec l'Axe fasciste, et qui comptait parmi ses membres le colonel Juan Perón. Étant donné le contexte de corruption du régime antérieur, le coup d'État fut soutenu par les intellectuels radicaux dissidents de FORJA. Peu de temps après celui-ci, Ricardo Balbín fonda au sein de l'UCR le courant du Revisionismo Bonaerense (« révisionnisme de Buenos Aires »), auquel participaient d'importantes figures du parti, telles qu'Oscar Alende (es), Crisólogo Larralde (es) et Moisés Lebensohn (es). Le ministre de la Guerre Perón tenta d'obtenir le soutien de cette tendance, mais Balbín déclara préférer conserver son autonomie.
En 1945, les proches de Balbín, avec aussi les futurs présidents Arturo Frondizi et Arturo Umberto Illia, fondèrent au sein de l'UCR le Movimiento de Intransigencia y Renovación (es) (« Mouvement d'intransigeance et de rénovation »), issu du programme réformateur d'Avellaneda d'avril 1945. La nouvelle tendance, nationaliste et de centre-gauche, prétendait s'opposer au conservatisme de l'aile alvéariste et proposer un véritable programme d'industrialisation du pays. Le programme d'Avellaneda incluait la réforme agraire, la nationalisation des sources d'énergie, des services publics, et une réforme financière, ainsi que l'instauration d'une assurance sociale obligatoire et de lois protégeant les droits des travailleurs. Il reconnaissait aussi le droit de grève et se prononçait en faveur de l'extension du système éducatif. Sur le plan international, il renouait avec l'autodétermination des peuples défendue par Yrigoyen.
Fin 1945, après les événements du 17 octobre 1945 (Jour de la Loyauté) durant lesquels des manifestations populaires exigèrent la libération de Perón qui avait été arrêté par les militaires en raison de son appui à des politiques sociales, la victoire de la tendance conservatrice « unioniste (es) » au sein de l'UCR lors de la Convention nationale du parti conduit à la décision de ce dernier de participer à une coalition électorale anti-péroniste, rassemblant, outre l'UCR, le Parti socialiste, le Parti communiste, les démocrates progressistes et les conservateurs. Malgré la déroute électorale du 24 février 1946, les radicaux obtinrent 44 sièges de députés, élisant Ricardo Balbín en tant que président du groupe parlementaire. Balbín fut exclu en 1949 du Parlement sous l'accusation d'outrage aux tribunaux et incarcéré.
Gracié par Perón, il est choisi par l'UCR en tant que candidat à la présidentielle de 1952. Le général Perón le bat cependant, notamment grâce à l'apport des voix féminines d'Eva Perón, et Balbín est emprisonné de nouveau en 1954.

## 1955-1966: d'un putsch à l'autre

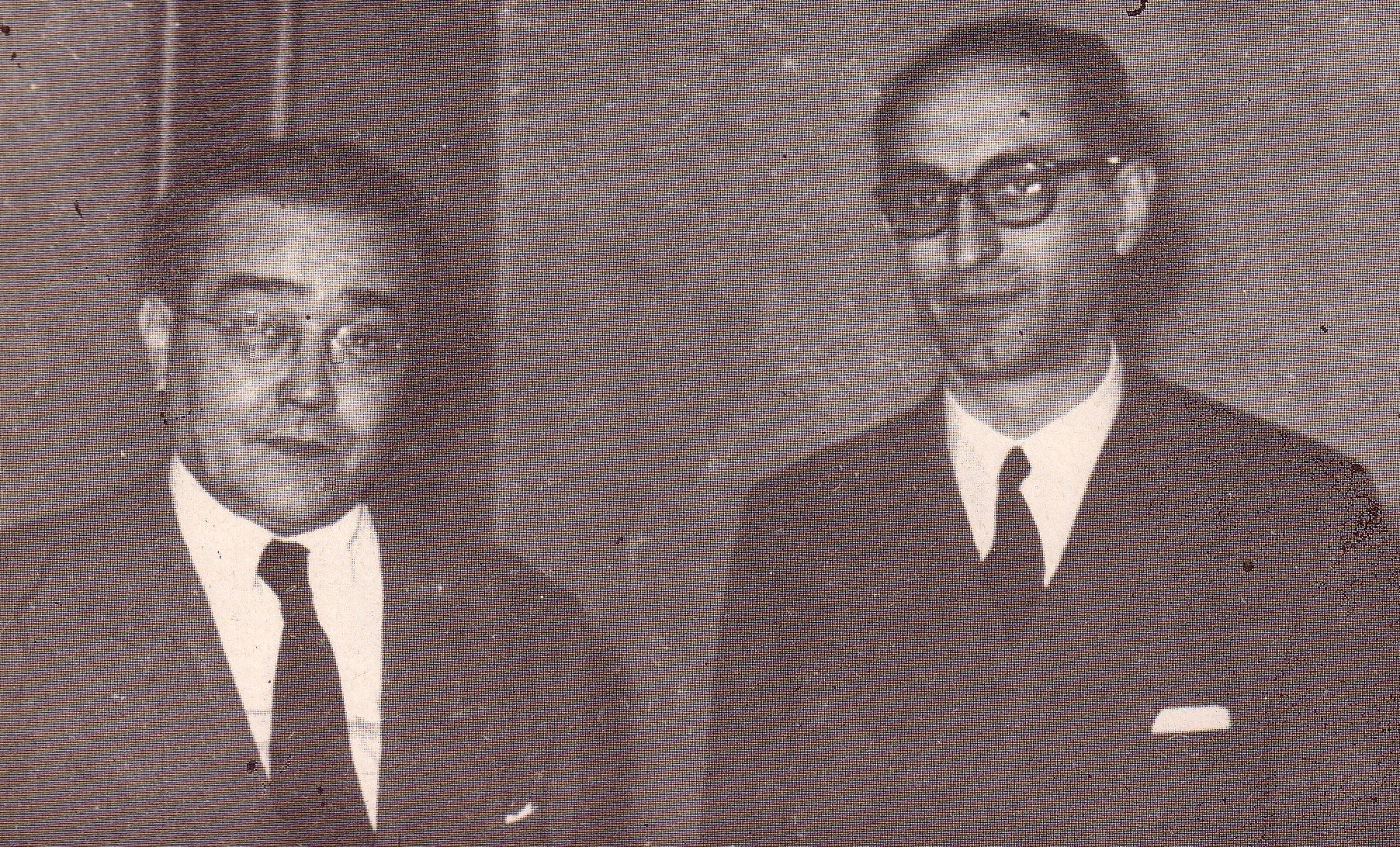
Ricardo Balbín et Arturo Frondizi, deux représentants de l'aile rénovatrice de l'UCR dans les années 1940.

Lorsque les militaires effectuent un nouveau coup d'État, en 1955, dénommé Révolution libératrice, mais qui porte au pouvoir une coalition catholique-nationaliste, les radicaux décidèrent alors de s'allier au régime dictatorial. Peu de temps après le bombardement de la place de Mai, auquel avait participé le radical Zavala Ortiz (es), qui intégra la junte après le coup d'État de 1955, Balbín s'était publiquement désolé de l'opposition de Perón au radicalisme, affirmant que ce dernier n'était pas opposé aux réformes sociales.

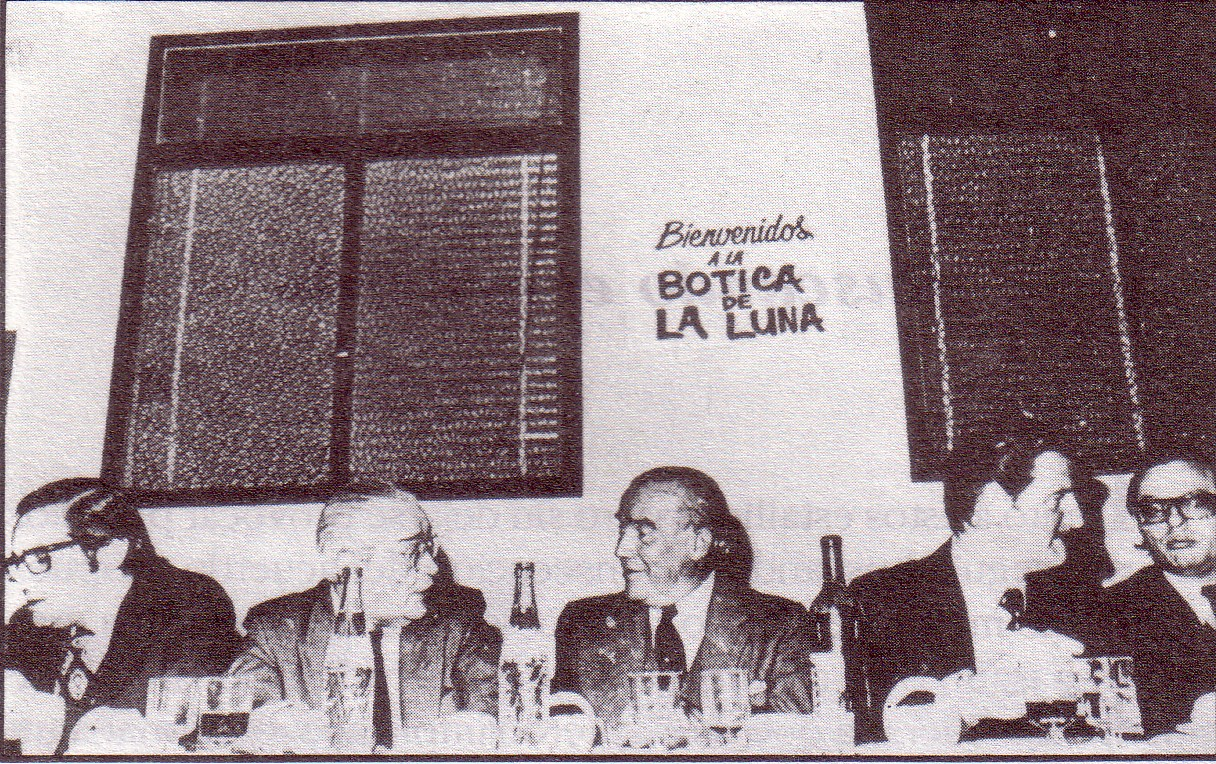
Ricardo Balbín, Horacio Thedy (colistier du général Aramburu aux élections de 1963), Jorge Daniel Paladino, délégué de Juan Perón, en 1971, au moment où se négocie la '.

En 1957, l'UCR se scinde en deux, cette fois-ci sur la question des relations à entretenir avec le mouvement péroniste, dont le nom même avait été interdit par la dictature (le Parti justicialiste ayant été dissous). D'un côté, Balbín dirige l'Unión Cívica Radical del Pueblo (es), antipéroniste, qui regroupe la tendance conservatrice unioniste (es) et le Movimiento de Intransigencia y Renovación (es) de Balbín, tandis qu'Arturo Frondizi est à la tête de l'Union civique radicale intransigeante (UCRI). L'UCRI triomphe aux élections de 1958 grâce à l'apport des voix péronistes. Frondizi se heurte toutefois à certains mouvements de la Jeunesse péroniste et réprime ceux qui s'opposent frontalement au régime autoritaire (l'armée garde les manettes malgré l'élection de Frondizi), tandis que son vice-président Alejandro Gómez démissionne en raison de désaccords réciproques. Après la révolution cubaine de 1959, Frondizi tente sans succès d'agir comme médiateur dans le conflit opposant Cuba aux États-Unis.
Après le nouveau putsch contre Frondizi à la suite de la victoire des péronistes aux élections, ce fut le candidat de l'UCRP Arturo Umberto Illia qui gagna les élections avec 25 % des voix et une importante abstention des péronistes. Après le nouveau putsch de 1966, dénommé Revolución Argentina et dirigé par le général Juan Carlos Onganía, Balbín abandonne progressivement ses positions anti-péronistes et se rapproche du mouvement ouvrier et syndical afin de présenter un front commun contre la dictature.
Avec les péronistes, les socialistes, les conservateurs et d'autres forces politiques, l'UCR participe en 1970 à l'appel de la Hora del pueblo (es), qui réclame la tenue immédiate d'élections. En mars 1971, le général Lanusse dépose le général Levingston, qui avait tenté d'approfondir la prétendue « Révolution argentine », et nomme Arturo Mor Roig, l'un des dirigeants principaux du radicalisme, président de la Chambre des Députés de 1963 à 1966, ministre de l'Intérieur. Ainsi, par un de ces nombreux paradoxes de l'histoire argentine, le radicalisme, qui avait été renversé par le coup d'État de 1966, finissait par appuyer les militaires dans la recherche d'une issue honorable au régime. Mor Roig fut chargé de mettre en œuvre le « Grand Accord National » de Lanusse, qui visait à déterminer les conditions d'une issue électorale à la crise du régime, tout en espérant maintenir la prohibition de la candidature de Perón. Après avoir levé l'interdiction sur les partis politiques et rendit leurs biens confisqués en 1966, en avril 1971, le général Lanusse promulgue le 1er juillet 1971 la loi organique sur les partis politiques, qui organise le règlement interne des partis prévoit une période de transition d'un an à l'issue de laquelle les partis pourraient être légalisés.
Les primaires au sein de l'UCR voient la victoire, en 1972, de Balbín, dirigeant de la tendance Línea Nacional (es), contre Raúl Alfonsín, Eduardo Gamond (es) devenant candidat à la vice-présidence. La même année, l'UCRI est contrainte de prendre le nom de Parti intransigeant. Après le retour de Perón de 17 ans d'exil, le 17 novembre 1972, ce dernier rencontre Balbín, les deux leaders des forces majoritaires dans le pays se mettant d'accord sur une alliance commune. Toutefois, celle-ci ne se concrétise guère, le FreJuLi péroniste (« Front justicialiste de libération ») incorporant plusieurs personnalités non-péronistes mais sans gagner l'appui entier de l'UCR. En revanche, le Movimiento de Integración y Desarrollo (MID) d'Arturo Frondizi s'intègre à la coalition du FreJuLi.

## Du retour de Perón (1973) à la dictature
Reconnaissant ses faibles chances face à la popularité du péronisme, Balbín déclare alors: « celui qui gagne gouverne et celui qui perd l'aide ». Le FREJULI l'emporte nettement aux élections de mars 1973, qui porte à la présidence, avec une quasi-majorité absolue, le candidat péroniste Héctor José Cámpora, représentant de l'aile gauche péroniste, flanqué du conservateur Vicente Solano Lima.
Après la démission de Cámpora en juin 1973, les secteurs péronistes et radicaux tentent de promouvoir un ticket Perón-Balbín pour la présidentielle, mais cela suscite trop d'opposition, tant au sein du Parti justicialiste (nouvellement autorisé) que de l'UCR. Balbín se présente alors avec comme colistier le jeune Fernando de la Rúa, mais les radicaux n'obtiennent que 21 % des voix à la présidentielle de septembre 1973, contre 61 % pour le général Perón. Ce dernier prend rapidement ses distances avec l'aile gauche péroniste, notamment avec la Jeunesse péroniste, tandis que l'influence de l'extrême-droite péroniste, et de José López Rega, s'accroît de façon importante au sein du Parti justicialiste. Après la mort de Perón, le 1er juillet 1974, c'est Balbín lui-même qui prononce l'oraison funèbre, qui s'achève sur les mots: « Ce vieil adversaire salue un ami ».
Après le brutal plan d'ajustement structurel de 1975 initié par le gouvernement péroniste (le Rodrigazo (es)) qui suscite d'importants conflits sociaux, Balbín tente sans succès de promouvoir un gouvernement d'unité nationale avec les justicialistes. Après le coup d'État de mars 1976 qui initie la dictature la plus sanglante d'Argentine, les radicaux tentent d'obtenir l'appui de la communauté internationale. Balbín se rend en mai 1976 au congrès de l'Internationale socialiste à Caracas, et, tout en dénonçant les mouvements guérilleros (déjà bien entamés par la répression), réclame le retour de la démocratie. L'UCR adhère tacitement à la junte militaire, Balbín allant jusqu'à qualifier le général Videla de « général de la démocratie ». Face aux reproches, en 1977, des Mères de la place de Mai, concernant la passivité des radicaux face aux disparitions massives d’opposants politiques et de leurs familles, Balbín répond : « Vous vous occupez des morts, qui me font de la peine, mais moi je m’occupe des vivants pour qu’ils ne meurent pas ». En 1980, il suscite l’indignation des victimes de la dictature en déclarant à la presse espagnole : « Je crois qu’il n’y a pas de disparus, je crois qu’ils sont morts, bien que je n’ai vu aucun certificat de décès. ». Le rapport de la CONADEP montrera par la suite qu’il y eut de nombreux disparus vivants, enfermés dans plus de 400 camps de concentration, jusqu’à la mi-1982.

## Transition démocratique

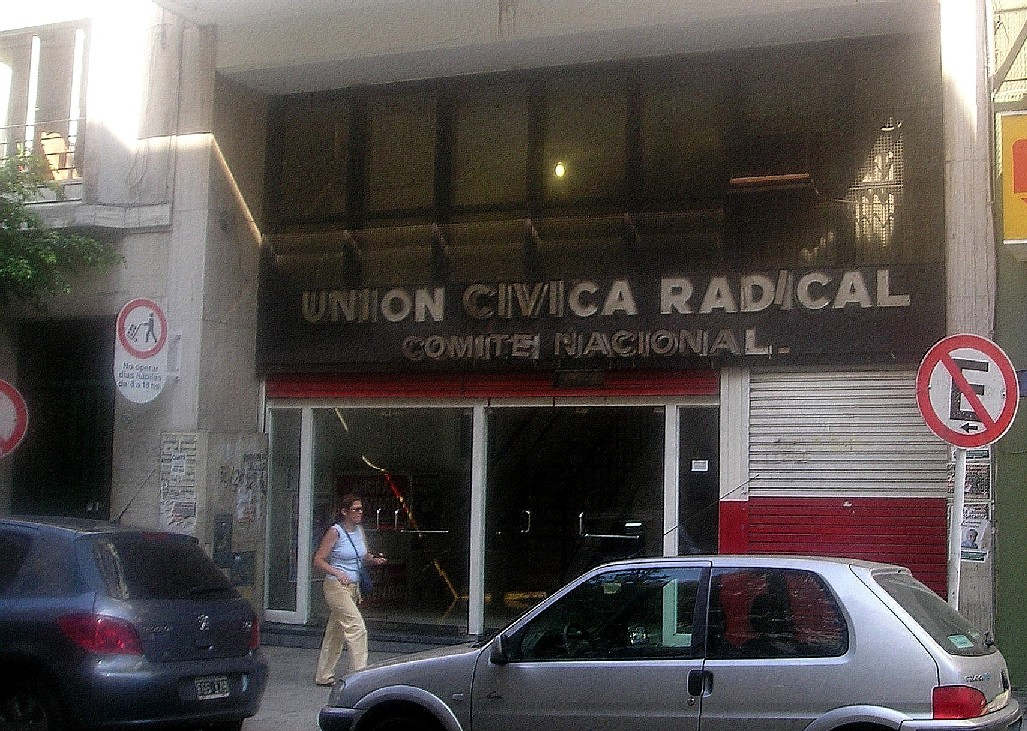
Comité National de l'UCR à Buenos Aires.

Après la légère ouverture politique de 1981 initiée par le remplacement de Videla par le général Eduardo Viola, Balbín négocia un nouvel accord, similaire à la Hora del Pueblo (es), avec le Movimiento de Integración y Desarrollo (en) (créé en 1963 par le radical Frondizi) et l'UCRI. Balbín mourut cependant en septembre 1981, ses funérailles donnant lieu à d'importantes manifestations contre la dictature. En 1983, le candidat radical Raúl Alfonsín fut élu à la présidence, et initia une politique ambiguë de transition démocratique, organisant le procès de la Junte au cours duquel les principaux militaires du régime furent jugés aux côtés d'opposants de gauche, accusés d'association illicite avec l'organisation guérillero des Montoneros (dont l'ex-gouverneur de Cordoba Ricardo Obregón Cano (en)). Connue sous le nom de « théorie des deux démons », cette politique affirmait en effet l'équivalence des responsabilités entre la junte dictatoriale et l'opposition armée.
En 1987, l'UCR prépara avec le Conseil pour la consolidation de la démocratie (es) nommé par Alfonsín une réforme constitutionnelle, qui fut repoussée en raison de la crise hyperinflationniste de 1989-90 et du changement de gouvernement.
En effet, si le gouverneur de Córdoba Eduardo Angeloz (es) l'emporta contre le sénateur Luis León lors des primaires de 1988, il perdit à l'élection présidentielle de 1989 face au rival justicialiste Carlos Menem.
En 1993, l'ex-président Alfonsín signa toutefois le Pacto de Olivos (es) avec Menem, qui prépara la réforme constitutionnelle de 1994, soumise à référendum. Celle-ci prévoyait notamment d'autoriser un second mandat présidentiel, ce qui était interdit par la Constitution en vigueur. L'UCR se divisa sur la question, la réforme s'étant réduite à la possibilité de proroger le mandat présidentiel. Alfonsín et Fernando de la Rúa s'y opposèrent, Eduardo Angeloz (es) prônait l'abstention, et Carlos Maestro et Horacio Massaccesi (es) s'étaient déjà prononcés en faveur de plébiscites afin de permettre la réforme de la Constitution dans leurs provinces respectives. Finalement l'UCR et le Parti justicialiste s'accordèrent sur une réforme plus profonde, qui eut lieu en 1994. L'année suivante, Menem fut réélu avec 49,94 % des voix, le candidat radical Massaccesi arrivant troisième avec 16,99 % des voix, derrière le candidat du FREPASO José Octavio Bordón (en) (gauche) avec près de 30 % des voix.
Aux législatives de 1997, l'UCR s'allia avec le FREPASO pour former l'Alliance pour le Travail, la Justice et l'Education (en) (centre-gauche) qui s'opposait au programme néolibéral de Menem, l'alliance des deux coalitions ayant perdu face au justicialisme pouvant l'emporter contre ce dernier. Ce fut un succès.

## Depuis 2000
Après la double présidence justicialiste de Carlos Menem, marqué sous le sceau du néolibéralisme, ainsi que de la corruption, le candidat radical Fernando de la Rúa fut élu à la présidence en décembre 1999, grâce à la reconduction de la coalition de 1997 avec le FREPASO, alors que l'Argentine était en pleine crise économique. Celle-ci éclata avec l'instauration du corralito (blocage des comptes bancaires) instauré par le ministre de l'économie Domingo Cavallo, rival malheureux de la Rúa lors des élections de 1999, afin d'empêcher — trop tard — la fuite des capitaux. Le 19 et 20 décembre 2001, les classes moyennes rejoignirent les classes populaire et les chômeurs piqueteros dans de violentes manifestations contre de la Rúa, connues sous le nom de cacerolazo (les manifestants tapant sur des casseroles). Celles-ci poussèrent à la démission le président radical, remplacé, après un bref intermède, par le péroniste Eduardo Duhalde, lui-même remplacé en 2003 par le candidat péroniste de gauche Néstor Kirchner, qui laissa la place en décembre 2007 à sa femme, Cristina Kirchner.
Aux élections législatives de 2007, l'UCR remporte 30 sièges de députés et 10 de sénateurs, ce qui le maintient comme deuxième force politique du pays et a conduit la presse à parler de « parti ressuscité ». Celui-ci est présidé par le sénateur Gerardo Morales, et entretient encore des liens avec le Parti radical de gauche français, l'ex-sénateur Hipólito Solari Yrigoyen (victime de tentatives d'assassinat de la Triple A) ayant ainsi été accueilli à Paris par le PRG en octobre 2009, tandis que Jean-Michel Baylet aurait été quant à lui un ami personnel de Raúl Alfonsín.
Une partie des radicaux a cependant décidé de soutenir le Front pour la victoire au pouvoir depuis 2003, dont certains gouverneurs provinciaux, tel Julio Cobos, élu vice-président de l'Argentine en 2007, Gerardo Zamora (Santiago del Estero), Miguel Saiz (Rio Negro) ou Eduardo Brizuela del Moral (Catamarca). Ils ont été exclus de l'UCR, prenant le nom de Radicales K.
L'UCR perd cependant sept sièges de député et 5 de sénateurs aux élections générales de 2009, s'étant allié avec le Parti socialiste et la Coalition civique présidée par Elisa Carrió (gauche, ex-députée radicale) pour former l'Accord civique et social.
Cette dernière coalition d'opposition au gouvernement de centre-gauche Kirchner, dirigée du côté radical par Gerardo Morales (es), obtint un peu moins de 28 % des voix contre un peu plus de 31 % pour le Front pour la victoire-Parti justicialiste.
Elle s'est cependant divisée sur la nationalisation des fonds de pension, en 2008, et sur la loi sur les médias qui abroge la loi de 1980, le PS soutenant le gouvernement tandis que l'UCR et la Coalition civique s'y opposaient.
Début 2015, le radicalisme régnait sur la province de Corrientes (Ricardo Colombi) et aussi, dans le cadre du Front progressiste, civique et social, la province de Santa Fe, dont le gouverneur adjoint (Jorge Henn) est radical. En outre, l'UCR avait en son pouvoir les municipalités de huit capitales provinciales (San Salvador de Jujuy, Resistencia, Córdoba, Santa Fe, Mendoza, Neuquén, Viedma et Ushuaia). C'était le deuxième parti politique argentin avec le plus grand nombre d'affiliés, comptant fin 2012 avec 2 246 013 membres, derrière le Partido Justicialista.
Face aux élections présidentielles de 2015 en Argentine, l'UCR a convoqué la Convention nationale à Gualeguaychú le 15 mars de cette année. Là, ils ont affronté deux positions d'alliances pour les élections présidentielles, présentées respectivement par Ernesto Sanz et Julio Cobos.
Sanz a proposé de quitter le Frente Amplio UNEN et de parvenir à un accord avec le Proposition républicaine (PRO) et la Coalition civique pour présenter un front non péroniste avec une tendance de centre-droit aux élections. Cette position a été soutenue, entre autres, par Federico Storani, Juan Nosigla, Walter Ceballos, Mario Negri, Ramón Mestre, Oscar Aguad, Atilio Benedetti, Alfredo Cornejo, Julio Martínez, Eduardo Brizuela del Moral, Miguel Nanni, Ricardo Colombi, Juan Carlos Marino, Juan Jure, Rodolfo Suárez, Rodolfo Terragno, Facundo Suárez Lastra, Ricardo Buryaile, Aida Ayala et Daniel Salvador entre autres.
Cobos a proposé de créer un grand front non-kirchneriste qui inclurait le Front Renovador de Sergio Massa, le PRO, le Parti socialiste et le GEN, entre autres. Pour cette proposition, il était important de ne pas compromettre l'idéologie de l'UCR en concluant un accord de conservatisme libéral, tout en ne facilitant pas l'insertion territoriale des PRO au détriment de l'UCR. Ce poste était soutenu par Ricardo Alfonsín, Gerardo Morales, José Cano, Federico Sciurano, Fabián Rogel, Miguel Ángel Bazze, Laura Montero, Eduardo Costa, Nito Artaza, Ángel Rozas, Roy Nikisch, Alicia Azula, Juan Manuel Casella, Ricardo Gilardo Lavedra, Enrique Vaquie, Mario Abad, Francisco Torroba, Daniel Kroneberger, Luis Naidenoff, Luis Sacca, Ariel García, Manuel Garrido, Silvia Elías de Pérez, Guillermo Galván, Cachi Gutiérrez, Jorge Henn et Carlos Fascendini entre autres.
Ernesto Sanz avec le président Mauricio Macri. Ensemble, ils ont promu l'alliance Cambiemos avec Elisa Carrió, qui a rempli l'objectif de vaincre le Front pour la victoire.
La Convention nationale a approuvé la proposition d'Ernesto Sanz. Quelques jours plus tard, l'UCR a formé une alliance appelée Change avec le PRO dirigé par Mauricio Macri et la Coalition civique-ARI dirigée par Elisa Carrió.
Après la défaite à la Convention nationale, Julio Cobos a démissionné de sa candidature à la présidentielle, affirmant le manque de soutien de l'ensemble de l'UCR et rejetant l'alliance avec le PRO de Mauricio Macri.
Lors des élections primaires du 9 août 2015, le front Cambiemos a décidé de ramener Mauricio Macri, du PRO, comme candidat à la présidentielle, obtenant 80,7 % des voix, tandis qu'Ernesto Sanz, le candidat pré-présidentiel présenté par l'UCR, a été battu. qui a obtenu 11,4 % et Elisa Carrió de la Coalition civique-ARI, qui est arrivée troisième avec 7,7 %. De cette manière et pour la première fois depuis 1936, l'UCR n'a pas intégré de formule présidentielle.
Lors de l'élection présidentielle de 2015, le front Cambiemos a obtenu 34 % des voix, arrivant deuxième à deux points du Front pour la victoire ; un second tour a lieu le 22 novembre pour régler l'élection présidentielle entre les deux forces, qui est remporté par Cambiemos, consacrant Mauricio Macri à la présidence de la Nation. De cette manière, l'UCR est revenue intégrer la force politique choisie pour assumer le pouvoir exécutif pour la troisième fois depuis 1983 et pour la huitième fois de l'histoire, bien que cette fois sans intégrer la formule présidentielle (il n'y avait pas intégré la formule en 1931).
L'UCR appartient à la coalition conservatrice Ensemble pour le changement, dont la candidate à l'élection présidentielle de 2023, Patricia Bullrich, est éliminée au premier tour avec 24 % des voix. Pour le second tour, l'UCR refuse, à la différence de la coalition à laquelle il appartient, de soutenir le candidat d'extreme droite Javier Milei face au centriste Sergio Massa et décide de rester neutre.

## Présidents argentins membres de l'Union civique radicale
- Hipólito Yrigoyen (1916-1922)
- Marcelo Torcuato de Alvear (1922-1928)
- Hipólito Yrigoyen (1928-1934)
- Arturo Frondizi (1958-1963)
- Arturo Umberto Illia (1963-1969)
- Raúl Alfonsín (1983-1989)
- Fernando de la Rúa (1999-2003)